# Efferia pictipennis
Efferia pictipennis este o specie de muște din genul Efferia, familia Asilidae. A fost descrisă pentru prima dată de Ignaz Rudolph Schiner în anul 1868. Conform Catalogue of Life specia Efferia pictipennis nu are subspecii cunoscute.